# Бесприданница (фильм, 2011)
«Бесприда́нница» — российский телефильм 2011 года режиссёра Андреса Пуустусмаа, впервые показан 2 октября 2011 года на телеканале «Россия-1».
По мотивам одноимённой пьесы А. Н. Островского, действие которой перенесено из XIX века в Москву наших дней, в главной роли — Марина Александрова.

## Сюжет
Хотя заявлено, что фильм снят по мотивам одноимённой пьесы А. Н. Островского, однако не имеет с ней практически ничего общего:

Что-то от пьесы в фильме осталось. Фамилии — да, остались, а в остальном… весьма и весьма вольный рассказ о тяжелых душевных метаниях банкрота-бизнесмена Паратова в поисках денег или любви. Несколько его друзей-одноклассников во главе с любовью всей его жизни, собранные на дне рождения любимой учительницы Арины Игнатьевны, и неудачник-офицер Карандышев. Вот, собственно, и всё.— Кино-Театр.ру
Паратов — владелец строительной компании, которая обанкротилась и срочно нужны деньги, он бросает девушку из простой семьи Ларису ради дочери миллиардера Карины. На освободившуюся Ларису претендуют трое мужчин: Василий Вожеватов — друг детства Ларисы и партнёр по бизнесу Паратова, Михаил Кнуров — конкурент по бизнесу Паратова, и когда-то отвергнутый Ларисой честный и бедный офицер Юрий Карандышев. Кнуров с Вожеватовым разыгрывают Ларису в карты, но в этот момент появляется Карандышев и спасает девушку, стреляя в Паратова.

## В ролях
- Марина Александрова — Лариса (главная роль)
- Ирина Розанова — Арина Игнатьевна, мать Ларисы
- Дмитрий Исаев — Сергей Паратов
- Игнатий Акрачков — Юрий Карандышев
- Павел Сборщиков — Михаил Кнуров
- Артём Осипов — Василий Вожеватов
- Анастасия Клюева — Карина
- Кирилл Кяро — Алексей Гаврилин, капитан
- Фёдор Лавров — Робинзон
- Алексей Огурцов — Зубов, полковник, командир части
- Екатерина Васильева — Ирина, секретарь Паратова
- Роман Синицын — Никитин, солдат
- Александр Боровиков — прораб

## Критика
Фильм получил резко негативную критику. В конкурсе рецензии, проводимом «Учительской газетой» рецензия Лидии Ледниченко на фильм победила в номинации «Живой Островский»: «Её рецензия остроумная и даже едкая, от картины, надо сказать, действительно не слишком удачной, камня на камне не оставила».
В рецензии Борис Тух даже не пытался сравнивать этот телефильм с «классической» экранизацией романа фильмом «Жестокий романс», но, даже рассматривая его как самостоятельное произведение, раскритиковал всё — сценарий, тексты реплик, игру актёров:

Фильм в очередной раз подтвердил, что нынешние сериальные «звёзды», кочующие из одного телефильма в другой, актёры, в сущности, очень поверхностные. Эти поденщики конвейерного кинопроизводства отбывают номер. Актёрские работы в картине настолько невыразительны, что талантливейшей Ирине Розановой (мать Ларисы) приходится играть «под сурдинку»: развернись она во всю мощь своего дарования, партнёры выглядели бы совсем несостоятельно.
Однако критик сделал важное исключение — для игры Марины Александровой, на которой и «держится» фильм, и которая, по его мнению, даже превзошла Ларису Гузееву:

«Луч света» в этом не столько тёмном, сколько сером «царстве» — Марина Александрова. Её Лариса очень красива и поэтична; Ларису Гузееву, снявшуюся у Рязанова, Александрова, безусловно, превосходит. Гузеева вообще слабая актриса, но у Рязанова «принцессу» сыграла «свита», а у Пуустусмаа Александровой приходится отдуваться за себя и «за тех парней».